# Баринов, Герасим Константинович
Герасим Константинович Баринов (сменил фамилию на Маратов; 1 марта 1886, село Покровское, Рязанская губерния — после 1937 года) — эсер, член Исполкома Всероссийского Совета крестьянских депутатов, делегат Всероссийского Учредительного собрания.

## Биография
Был выходцем из мещан (или из крестьян). Родился в селе Покровское Ряжского уезда (Рязанская губерния) 1 марта 1886 года.
Учился в Лесном институте.
До 1917 на разных работах; одно время был управляющим имением помещика в родном селе.
В 1905 году был арестован. В 1917 году присоединился к левым эсерам.
После Февральской революции играл видную роль в преобразованиях в Ряжском уезде.
Избирался товарищем председателя Ряжского уездного Совета крестьянских депутатов. Один из лидеров эсеров в уезде, затем — левых эсеров.
Делегат I Всероссийского Съезда Советов крестьянских депутатов (4—28 мая 1917 года, Петроград), член его Исполкома.
Делегат II Всероссийского Съезда Советов крестьянских депутатов (26 ноября — 10 декабря 1917 года), член Исполкома.
Член бюро фракции левых эсеров Учредительного собрания (Рязанский избирательный округ), участник заседания-разгона от 5 января 1918 года.
В апреле—июле 1918 года входил в уездный Совет Советов. С конца марта 1918 года был комиссаром политотдела на станции Ряжск. 29 апреля 1918 года вместе с А. Х. Волковым и И. Ф. Вышегородцевым вошел в 1-й состав уездного ЧК.
После левоэсеровского выступления в Москве в июле 1918 на некоторое время отошел от работы. Затем вышел из партии левых эсеров.
В октябре 1919 года вступил в РКП(б).
Работал на различных должностях в Ряжском уездном исполкоме, состоял его членом. В 1921 году был работником Ряжского потребсоюза. Местными чекистами характеризовался как «активный» партийный работник.
Сменил фамилию на Маратов (с 1921 года).
19 апреля 1921 года ушел в отпуск по болезни.
Впоследствии служащий - заведующий лесоучастком, арестован 19.02.37 г. Репрессирован 20.07.37 г. особым совещанием при НКВД СССР по ст.58-10 УК РСФСР к 8 годам лишения свободы. Реабилитирован Рязоблпрокуратурой по Закону РФ от 18.10.91 г. Арх. дело №14225.
Дальнейшая судьба неизвестна.